# تارمشتدت
تارمشتدت (به آلمانی: Tarmstedt) یک شهر در آلمان است که در Tarmstedt واقع شده‌است. تارمشتدت ۳٬۵۵۸ نفر جمعیت دارد.